# Unione Sportiva Nocerina 1996-1997
Questa voce raccoglie le informazioni riguardanti l'Unione Sportiva Nocerina nelle competizioni ufficiali della stagione 1996-1997.

## Rosa
| N. |                   | Ruolo | Calciatore            |
| -- | ----------------- | ----- | --------------------- |
| -  | Italia (bandiera) | C     | Lorenzo Battaglia     |
| -  | Italia (bandiera) | C     | Antonio Bucciarelli   |
| -  | Italia (bandiera) | A     | Salvatore Buoncammino |
| -  | Italia (bandiera) | C     | Angelo Ciancotta      |
| -  | Italia (bandiera) | D     | Domenico Colletto     |
| -  | Italia (bandiera) | P     | Vincenzo Criscuolo    |
| -  | Italia (bandiera) | D     | Salvatore D'Angelo    |
| -  | Italia (bandiera) | C     | Emiliano De Juliis    |
| -  | Italia (bandiera) | C     | Loris Del Nevo        |
| -  | Italia (bandiera) | D     | Angelo Deruggiero     |
| -  | Italia (bandiera) | D     | Marco De Simone       |
| -  | Italia (bandiera) | D     | Giovanni Di Rocco     |
| -  | Italia (bandiera) | D     | Marcello Esposito     |
| -  | Italia (bandiera) | C     | Fabrizio Fabris       |

| N. |                   | Ruolo | Calciatore         |
| -- | ----------------- | ----- | ------------------ |
| -  | Italia (bandiera) | P     | Gennaro Iezzo      |
| -  | Italia (bandiera) | A     | Walter Lapini      |
| -  | Italia (bandiera) | C     | Fabio Liverani     |
| -  | Italia (bandiera) | C     | Franco Marchegiani |
| -  | Italia (bandiera) | C     | Salvatore Marra    |
| -  | Italia (bandiera) | C     | Gennaro Merolla    |
| -  | Italia (bandiera) | C     | Luigi Molino       |
| -  | Italia (bandiera) | C     | Andrea Pallanch    |
| -  | Italia (bandiera) | D     | Vincenzo Perillo   |
| -  | Italia (bandiera) | C     | Carmelo Puglisi    |
| -  | Italia (bandiera) | C     | Alessandro Toti    |
| -  | Italia (bandiera) | A     | Francesco Tribuna  |
| -  | Italia (bandiera) | A     | Ernesto Verolino   |
| -  | Italia (bandiera) | A     | Alvaro Zian        |

## Risultati

### Serie C1

#### Girone di andata
| 1º settembre 1996 1ª giornata | Nocerina | 1 – 1 | Fidelis Andria |  |

| 8 settembre 1996 2ª giornata | Ancona | 1 – 1 | Nocerina |  |

| 15 settembre 1996 3ª giornata | Nocerina | 0 – 1 | Acireale |  |

| 22 settembre 1996 4ª giornata | Fermana | 2 – 0 | Nocerina |  |

| 29 settembre 1996 5ª giornata | Nocerina | 2 – 0 | Sora |  |

| 6 ottobre 1996 6ª giornata | Trapani | 2 – 1 | Nocerina |  |

| 20 ottobre 1996 7ª giornata | Juve Stabia | 1 – 0 | Nocerina |  |

| 27 ottobre 1996 8ª giornata | Nocerina | 0 – 1 | Avellino |  |

| 3 novembre 1996 9ª giornata | Ischia Isolaverde | 3 – 2 | Nocerina |  |

| 10 novembre 1996 10ª giornata | Nocerina | 1 – 0 | Ascoli |  |

| 23 novembre 1996 11ª giornata | Lodigiani | 1 – 1 | Nocerina |  |

| 1º dicembre 1996 12ª giornata | Nocerina | 0 – 0 | Atletico Catania |  |

| 8 dicembre 1996 13ª giornata | Avezzano | 1 – 1 | Nocerina |  |

| 15 dicembre 1996 14ª giornata | Nocerina | 2 – 1 | Gualdo |  |

| 22 dicembre 1996 15ª giornata | Nocerina | 0 – 0 | Casarano |  |

| 29 dicembre 1996 16ª giornata | Savoia | 1 – 2 | Nocerina |  |

| 12 dicembre 1997 17ª giornata | Nocerina | 1 – 1 | Giulianova |  |

#### Girone di ritorno
| 19 gennaio 1997 18ª giornata | Fidelis Andria | 0 – 2 | Nocerina |  |

| 26 gennaio 1997 19ª giornata | Nocerina | 2 – 2 | Ancona |  |

| 2 febbraio 1997 20ª giornata | Acireale | 1 – 0 | Nocerina |  |

| 9 febbraio 1997 21ª giornata | Nocerina | 1 – 0 | Fermana |  |

| 16 febbraio 1997 22ª giornata | Sora | 1 – 0 | Nocerina |  |

| 23 febbraio 1997 23ª giornata | Nocerina | 1 – 0 | Trapani |  |

| 2 marzo 1997 24ª giornata | Nocerina | 0 – 0 | Juve Stabia |  |

| 9 marzo 1997 25ª giornata | Avellino | 1 – 0 | Nocerina |  |

| 16 marzo 1997 26ª giornata | Nocerina | 0 – 1 | Ischia Isolaverde |  |

| 29 marzo 1997 27ª giornata | Ascoli | 0 – 0 | Nocerina |  |

| 6 aprile 1997 28ª giornata | Nocerina | 5 – 0 | Lodigiani |  |

| 13 aprile 1997 29ª giornata | Atletico Catania | 0 – 2 | Nocerina |  |

| 20 aprile 1997 30ª giornata | Nocerina | 2 – 1 | Avezzano |  |

| 27 aprile 1997 31ª giornata | Gualdo | 4 – 0 | Nocerina |  |

| 4 maggio 1997 32ª giornata | Casarano | 1 – 0 | Nocerina |  |

| 11 maggio 1997 33ª giornata | Nocerina | 1 – 1 | Savoia |  |

| 18 maggio 1997 34ª giornata | Giulianova | 1 – 0 | Nocerina |  |